# Болезнь, смерть и похороны Уго Чавеса

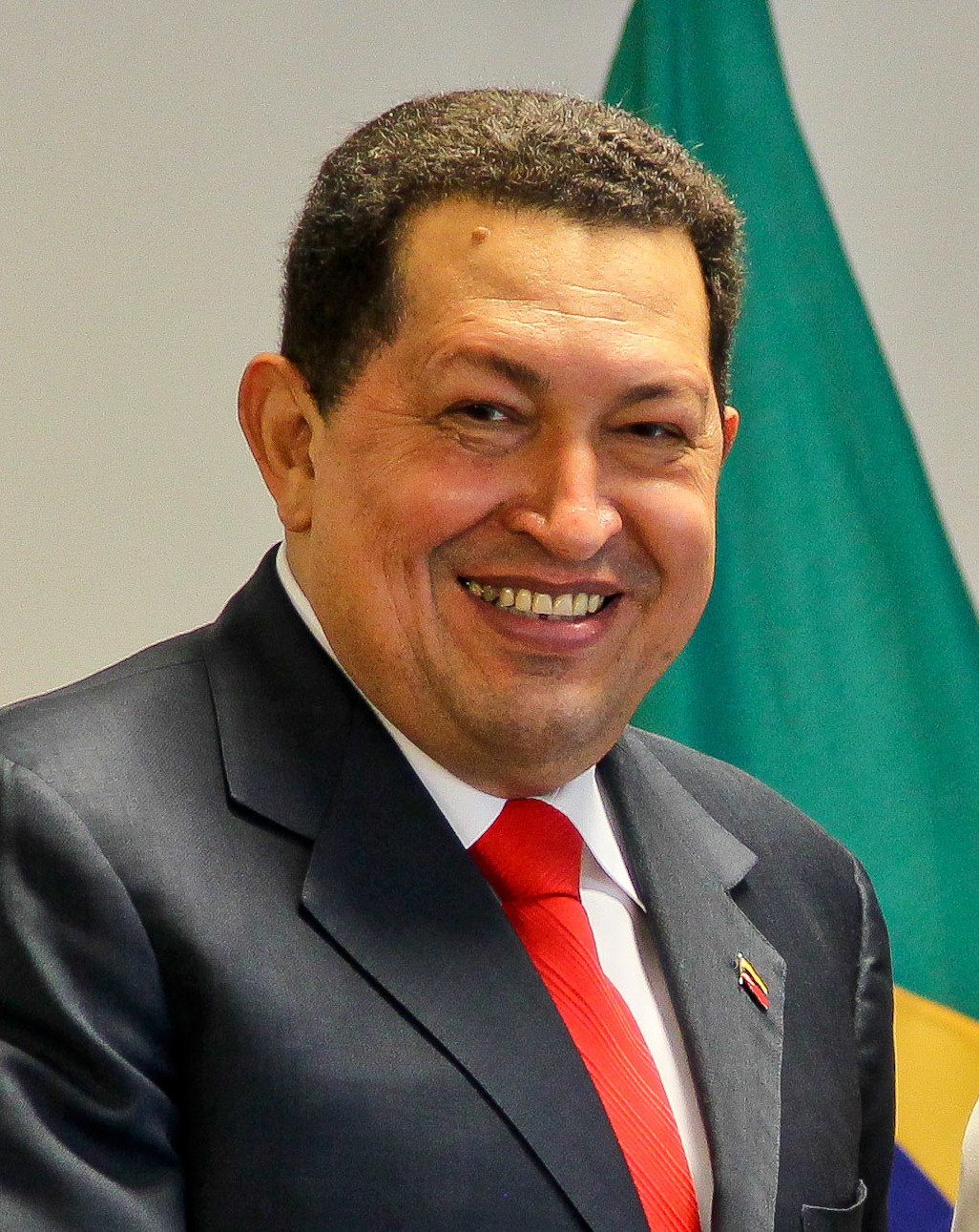
Уго Чавес в 2011 году

Первые признаки болезни Уго Чавеса, президента Венесуэлы, проявились в начале мая 2011 года. В дальнейшем у него была диагностирована злокачественная опухоль в тазовой области. Уго Чавес проходил лечение на Кубе, под непосредственной опекой Фиделя и Рауля Кастро, за что подвергался критике со стороны оппозиции. В ходе лечения Уго Чавес провёл четвёртую в своей жизни избирательную кампанию и в октябре 2012 года выиграл очередные президентские выборы. После трёх рецидивов заболевания и четырёх перенесённых хирургических операций, Уго Чавес скончался, не успев пройти процедуру инаугурации.
О смерти Уго Чавеса в возрасте 58 лет было объявлено 6 марта 2013 года. По официальной версии, Чавес умер в Каракасе, в военном госпитале Доктора Карлоса Арвело, где он проходил лечение от острой респираторной инфекции, которая была обнаружена у него после очередной операции, связанной со злокачественной опухолью, почти через три месяца после его поступления в медицинское учреждение в Гаване.
На следующий день после смерти Чавеса закрытый гроб с телом был доставлен в штаб-квартиру Военной академии Венесуэлы, где сразу был выставлен для прощания. Государственная панихида состоялась 8 марта. В Каракас прибыли главы 22 государств, общее число иностранных делегаций составило 55. Общенациональный траур в Венесуэле длился 11 дней. Траур различной продолжительности был объявлен ещё в 15 странах.
Власти Венесуэлы рассматривали возможность бальзамирования тела Чавеса, но отказались от этой идеи. В настоящее время саркофаг с останками Чавеса покоится в Музее революции в Каракасе.
Смерть Уго Чавеса стала серьёзным ударом по дружественным Венесуэле государствам Латинской Америки, интеграции этих стран, а также поставила под вопрос продолжение сотрудничества Венесуэлы с такими странами как Россия, Беларусь, Китай, Сирия, Иран, Нигерия. Многое во внутренней и внешней политике Венесуэлы определялось харизмой и лидерскими качествами Уго Чавеса, и преемственность политического курса страны зависела от результатов досрочных президентских выборов. Выборы состоялись 14 апреля 2013 года. Их победителем был объявлен временно исполняющий обязанности президента Венесуэлы Николас Мадуро, которого Чавес незадолго до смерти объявил своим преемником.

## Болезнь

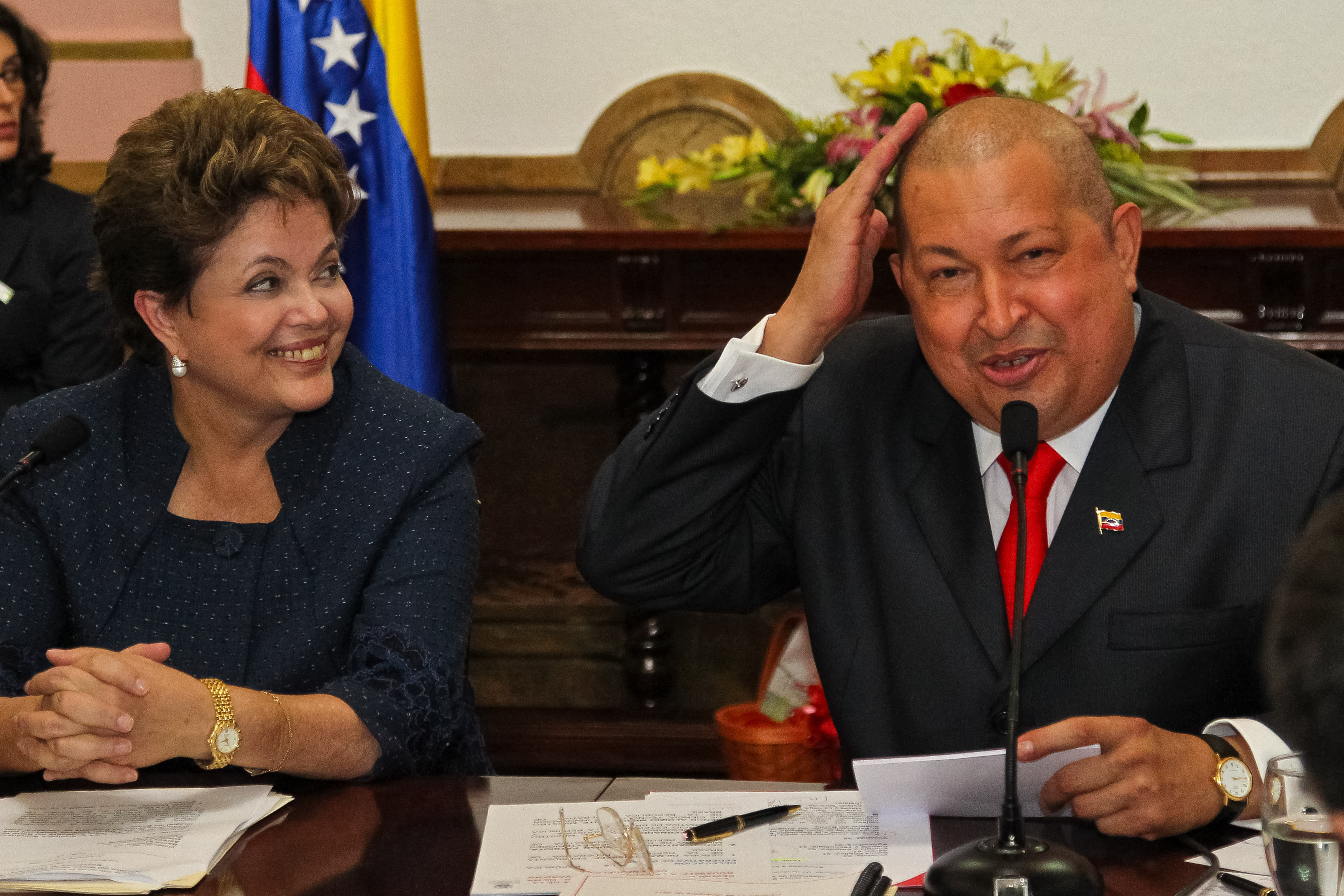
Уго Чавес на встрече с президентом Бразилии Дилмой Русеф после проведённых курсов химиотерапии, декабрь 2011 года

Первые признаки болезни проявились у Чавеса в начале мая 2011 года. Неожиданно воспалилось левое колено, травмированное в молодости при неудачном приземлении с парашютом. Чавесу пришлось более двух недель соблюдать постельный режим и даже пользоваться костылями. Затем Чавес отправился в рабочее турне по странам Латинской Америки. 8 июня Чавес прибыл на Кубу, в Гавану. Его поместили в Центр медицинских хирургических исследований (CIMEQ). Именно в этом госпитале летом 2006 года Чавес навещал тяжело больного Фиделя Кастро. 10 июня Чавес был прооперирован в связи с обнаруженным внутритазовым абсцессом. В ходе операции, сопровождавшейся обильным кровотечением, хирурги выявили злокачественную опухоль «размером с бейсбольный мяч». Опухоль была удалена при повторной операции 20 июня.
30 июня 2011 года Чавес выступил с телеобращением к жителям своей страны, в котором объявил о перенесённых им операциях. Восстановительный период занял более трёх недель. Всё это время Чавес находился в гаванской клинике, под личной опекой Фиделя Кастро. Из-за болезни Чавесу пришлось отменить поездку на Форум в Сан-Паулу. Кроме того, в Каракасе не состоялась региональная встреча в верхах, на которой планировалось создание Сообщества стран Латинской Америки и Карибского бассейна (CELAC). В июле Чавес вернулся в Каракас.
По возвращении Уго Чавес постарался восстановить прежнюю активность. Однако требовалось продолжение лечения, и Чавес воспользовался своим конституционным правом: 180 дней на «личные цели чрезвычайного характера». Это вызвало критику со стороны оппозиции, усомнившейся в способности Чавеса возглавлять государство по состоянию здоровья. Более того, за регулярными визитами Чавеса на Кубу лидеры оппозиции увидели чрезмерное политическое влияние со стороны братьев Кастро на больного президента, а сами поездки объявили неконституционными. В ответ на критику Уго Чавес заявил:

В случае снижения моих (физических и умственных) возможностей и неспособности управлять государством, я буду первым кто заявит о готовности выполнить положения Конституции… Я хочу жить для нашего народа, для моих детей и внуков, жить для самого себя.
— Уго Чавес
В августе президент упорядочил свой режим дня: исключил работу по ночам, сел на диету, стал выпивать по 2-3 чашки кофе в день (вместо обычных тридцати-сорока), стал есть больше рыбы, фруктов и овощей, пить травяные чаи. В интервью Восьмому каналу Чавес опроверг подозрения, что заболеванием затронуты прямая кишка и желудок, заявил, что «находится в процессе возрождения и духовного обновления», и, в частности, сказал:

Проблемы со здоровьем — это моя вина, поскольку я взвалил на себя все государственные дела и пытался заниматься всем сразу. И я пришёл к мнению, что надо передавать полномочия, чтобы были задействованы возможности разных уровней правительства. Я не могу заниматься всеми делами, надо ставить задачи и контролировать их выполнение. Я не чувствую себя незаменимым… Я убивал себя сам: ел всё подряд, растолстел до размеров танка, имел при себе три постоянно включённых телефона, что-то смотрел по телевизору и одновременно звонил кому-либо из министров. Люди передавали мне записки с просьбами о помощи. Это был постоянный стресс, который не давал мне возможности вздохнуть, и виноват в этом был я. Сейчас я чувствую себя лучше, чем когда-либо. После удаления опухоли восстановление здоровья шло в оптимальном режиме, я сбросил 14 килограммов веса.
— Уго Чавес
13 сентября 2011 года была объявлена дата очередных президентских выборов в Венесуэле — 7 октября 2012 года, хотя традиционно выборы проходят в декабре. Противники Чавеса тут же связали перенос выборов на более ранний срок с безнадёжным состоянием президента. Сам Чавес при каждом удобном случае заявлял и старался показать, что уверенно идёт на поправку. Так, 28 сентября одна из газет Майами опубликовала сообщение, что Чавес, якобы, был доставлен в Военный госпиталь Каракаса в бессознательном состоянии. В ответ Чавес прервал совещание и, прихватив с собой бейсбольную перчатку, провёл «разминку» на площадке у дворца Мирафлорес, перебрасываясь мячиком с охранниками.
К октябрю 2011 года Чавес перенёс четыре курса химиотерапии. 17 октября мексиканский еженедельник Milenio опубликовал интервью Сальвадора Наваррете, который утверждал, что был лечащим врачом Чавеса и его семьи, что у Чавеса в области таза выявлено тяжёлое онкологическое заболевание (саркома), которое не оставляет шансов на благополучный исход. По прогнозам Наваррете, венесуэльскому лидеру оставалось жить не более двух лет. Также Наваррете заявил, что после попытки государственного переворота 2002 года Чавес не доверяет венесуэльским врачам и поэтому пользуется услугами их кубинских коллег. Кроме этого, по словам Наваррете, Чавес проходил лечение у психиатра в связи с биполярным расстройством. Сразу после публикации интервью Наваррете покинул Венесуэлу и перебрался в Испанию, объяснив свой «экстренный отъезд» давлением со стороны венесуэльских властей. Уго Чавес опроверг слова врача:

Наваррете — большой лгун. Он представился семейным врачом моих родственников, но это не так. Сказал, что оперировал мою маму, и это тоже не так. Сказал, что он меня обследовал и что-то там ещё, на самом деле он просто крупный мошенник… Он даже заявил, что мне осталось жить два года… желаю ему самому прожить намного больше.
— Уго Чавес
Группа лечащих врачей Чавеса провела пресс-конференцию, на которой все эти заявления Наваррете были опровергнуты. В частности, министр здравоохранения Венесуэлы Мария Эухениа Садер сообщила, что семья Наваррете уже год проживает в Испании, а сам врач к моменту публикации своего интервью заканчивал оформление документов на выезд.

Всё это было спланировано и является частью некоего шоу. Он хотел создать общественное мнение относительно своей персоны, чтобы приехать в Испанию как герой, выступающий против Чавеса.
— Мария Эухениа Садер
В октябре 2011 Чавес объявил о своей «окончательной победе» над раком, возблагодарив за неё Хосе Грегорио Эрнандеса, широко почитаемого в Латинской Америке. День рождения «врача бедняков» — 26 октября — по предложению Чавеса был внесён в список официально празднуемых дат. В своих поездках по стране Чавес стал чаще посещать церковные богослужения, вернулся к былой активности, а 13 января 2012 года выступил в Национальной ассамблее с отчётом о деятельности правительства в истекшем году. Доклад Чавеса длился девять с половиной часов, после него слухи о терминальной стадии заболевания президента на некоторое время ослабли.
В феврале 2012 года Чавес объявил, что у него обнаружено «повреждение» в том месте, где была удалена злокачественная опухоль, и он нуждается в ещё одной хирургической операции и 28 февраля, вновь в кубинской клинике CIMEQ, перенёс операцию по удалению злокачественного образования. Уже на следующий день, находясь в больничной палате, Чавес начал размещать сообщения в своём микроблоге @chavezcandanga в twitter. Президент передавал своим читателям благодарности и «боливарианский привет», рассказал о больничном меню, заверил, что идёт на поправку и готов «парить как кондор». Между тем, в социальных сетях появились публикации об «ошибках» в лечении Чавеса. Сообщалось, что российские онкологи дают президенту не более года жизни, кубинские — не более двух лет. Венесуэльская оппозиция во главе со своим кандидатом Энрике Каприлесом Радонски усиливала критику позиций Чавеса, якобы утратившего контроль над ситуацией в стране, но не желающего добровольно сложить полномочия и сосредоточиться на лечении. В то же время заметно обострилось соперничество и в Единой социалистической партии. В Каракас Чавес вернулся 16 марта. Традиционно лояльная к Чавесу газета Últimas Noticias в номере от 18 марта 2012 года опубликовала статью экономиста Хосе Герры под заголовком «Чавес: болезнь и политика»:

Существует что-то вроде табу в отношении болезни, которой страдает президент республики. День идёт за днём, и все мы превратились во врачей-онкологов… Это происходит потому, что речь идёт о человеке, имеющем фундаментальное значение для Венесуэлы и венесуэльцев. Они имею право и обязанность знать правду о здоровье своего президента. Слухи распространяются из-за недостатка достоверной информации, а также из-за загадочных причин, которые всегда заставляют его уезжать на Кубу… Я продолжаю считать, что президент ошибся, когда поехал на Кубу, хотя мог лечиться в Бразилии или Венесуэле, более продвинутых странах в области медицины… Ситуацию в Единой социалистической партии трудно назвать обнадёживающей. Эта партия совершает одну ошибку за другой под руководством людей, которые умеют командовать войсками, но не политическими кадрами. Эти люди не имеют собственных лидерских качеств. Легко увидеть, что многие из них откровенно ждут развязки с Чавесом.

Уже через неделю, 25 марта Чавес снова отбыл на Кубу, чтобы пройти курс радиотерапии. На Пасху Чавес прилетел в свой родной штат Баринас, где в кругу семьи присутствовал на специальном богослужении «о возвращении здоровья», а всего через 2 дня, 7 апреля вернулся на Кубу для продолжения радиотерапии. Находясь в клинике, Чавес активно пользовался своим микроблогом, что вызвало очередную волну критики и насмешек со стороны оппозиции — «Президент управляет страной с помощью twitter». Из трёх последних месяцев президент Венесуэлы лишь один провёл дома и два — на Кубе. 24 апреля Чавес выступил в прямом эфире государственного телевидения, пообещав возвратиться на родину 26 апреля, однако вернулся в Венесуэлу лишь 12 мая.
31 мая 2012 года появились сообщения о точном диагнозе Чавеса: он болен агрессивным типом злокачественной опухоли — метастатической рабдомиосаркомой. По оценке источника, близкого к Чавесу, болезнь вошла в последнюю стадию, и жить венесуэльскому лидеру оставалось не более двух месяцев. Эти прогнозы не сбылись — с июля по октябрь Чавес провёл весьма активную избирательную кампанию с предвыборными поездками по стране, во время которой также пришлось заниматься ликвидацией последствий наводнения в Куманакоа и взрыва на нефтеперерабатывающем заводе близ портового города Амуай. Митинги пришлось проводить по сокращённой программе, выступления Чавеса на них были на порядок короче привычных:

Я был как боксёр со связанной левой рукой и связанной правой ногой, из-за чего приходилось прыгать только на одной ноге.
— Уго Чавес
В ходе всей предвыборной кампании болезнь Чавеса стала главной мишенью его оппонентов. Предвыборный штаб действующего президента ставил своей задачей победу Чавеса с 70 % голосов поддержки, однако результат оказался значительно менее убедительным — лишь 54,5 % голосов поддержки по официальным данным. Вскоре после победы на выборах Чавес начал испытывать сильные боли. С 15 ноября президент перестал появляться на публике. 28 ноября стало известно, что он находится на Кубе, где проходит сеансы физиотерапии «в барокамере для укрепления здоровья». На самом же деле врачи вновь выявили у него рецидив опухоли.
7 декабря Чавес вернулся в Каракас. На следующий день он собрал пресс-конференцию, на которой объявил о необходимости ещё одной, уже четвёртой по счёту за неполные два года операции по удалению злокачественных клеток из организма. Чавес назвал своим преемником вице-президента Венесуэлы Николаса Мадуро, заверив, что тот продолжит курс на социалистические преобразования. 9 декабря Уго Чавес вновь отправился на Кубу. 11 декабря он перенёс 6-часовую операцию. Операция прошла с осложнениями, по некоторым данным Чавес после неё даже впал в кому. Врачи Кубы, а также Венесуэлы заявляли, что Чавесу осталось жить до апреля 2013 года.
31 декабря 2012 года у Чавеса появились новые осложнения после операции по удалению злокачественной опухоли. 4 января 2013 года состояние здоровья Чавеса ухудшилось, основное заболевание осложнилось тяжёлой респираторной инфекцией, объявил министр информации Венесуэлы Эрнесто Виллегас. В прессе отмечено, что Чавес с середины декабря 2012 года не выступал перед страной по телевидению и даже на радио по телефону. Итальянская газета La Repubblica в начале января 2013 года характеризовала состояние Чавеса как агонию.
22 января 2013 года президент Боливии Эво Моралес сообщил, что Чавес проходит курс физиотерапии перед предстоящим возвращением в Венесуэлу. Всё это происходило на фоне непрекращающихся слухов о том, что у Чавеса якобы во время операции или вскоре после неё случилась смерть головного мозга и он находится в вегетативном состоянии. В качестве опровержения 15 февраля 2013 года впервые за два месяца было опубликовано фото Чавеса после операции. На снимке венесуэльский лидер, находящийся на излечении в Гаване, в окружении своих дочерей улыбается и читает свежую газету. Вместе с тем, в статье отмечалось, что Чавес пока не может самостоятельно дышать и говорить, из-за затруднений с дыханием ему была проведена интубация трахеи.
18 февраля 2013 года Чавес вернулся в Венесуэлу после завершения курса лечения на Кубе. Возвращение произошло в обстановке строгой секретности. 2 марта 2013 года правительство Венесуэлы сообщило, что Чавес проходит курс химиотерапии в военном госпитале Доктора Карлоса Арвело в Каракасе. У главного входа в госпиталь была возведена маленькая деревянная часовенка, для желающих помолиться о здоровье президента.

## Смерть
5 марта 2013 года власти Венесуэлы вторично сообщили о том, что состояние Чавеса ухудшилось. У него обострились проблемы с дыхательной системой, вызванные острой респираторной инфекцией на фоне проводимой химиотерапии. Вечером этого же дня было официально объявлено о смерти президента Чавеса. Чавес умер в военном госпитале, где проходил лечение. Смерть зарегистрирована в 16:25 по венесуэльскому времени (20:55, UTC). Непосредственной причиной смерти был указан обширный инфаркт, возможно, спровоцированный резким перепадом атмосферного давления.
В июле 2018 года экс-генпрокурор Венесуэлы Луиса Ортега Диас заявила, что Уго Чавес умер не в марте 2013 года, а на четыре месяца раньше — в декабре 2012-го.

## Траурные мероприятия

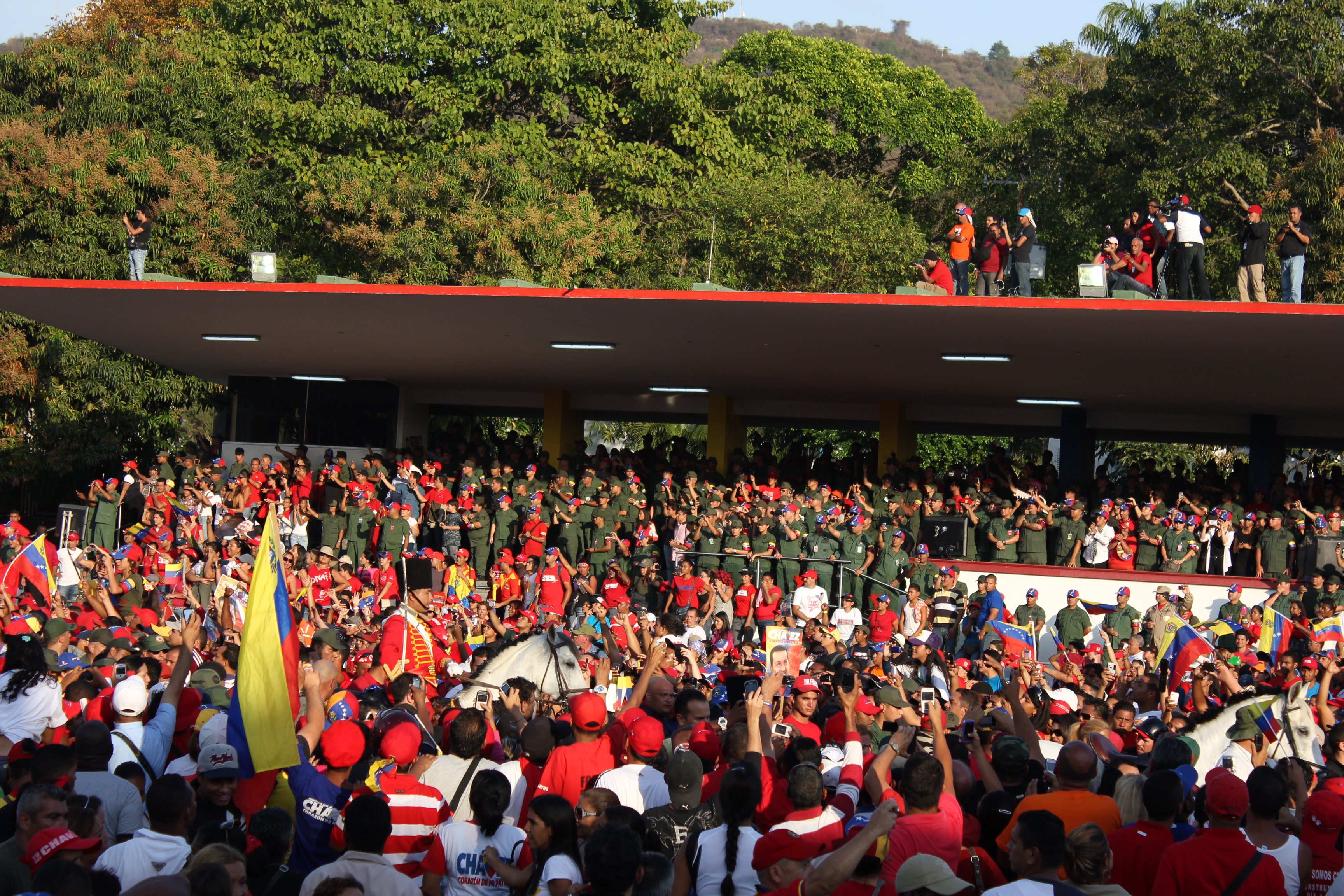
Кортеж проходит по улицам Каракаса, 6 марта 2013 года

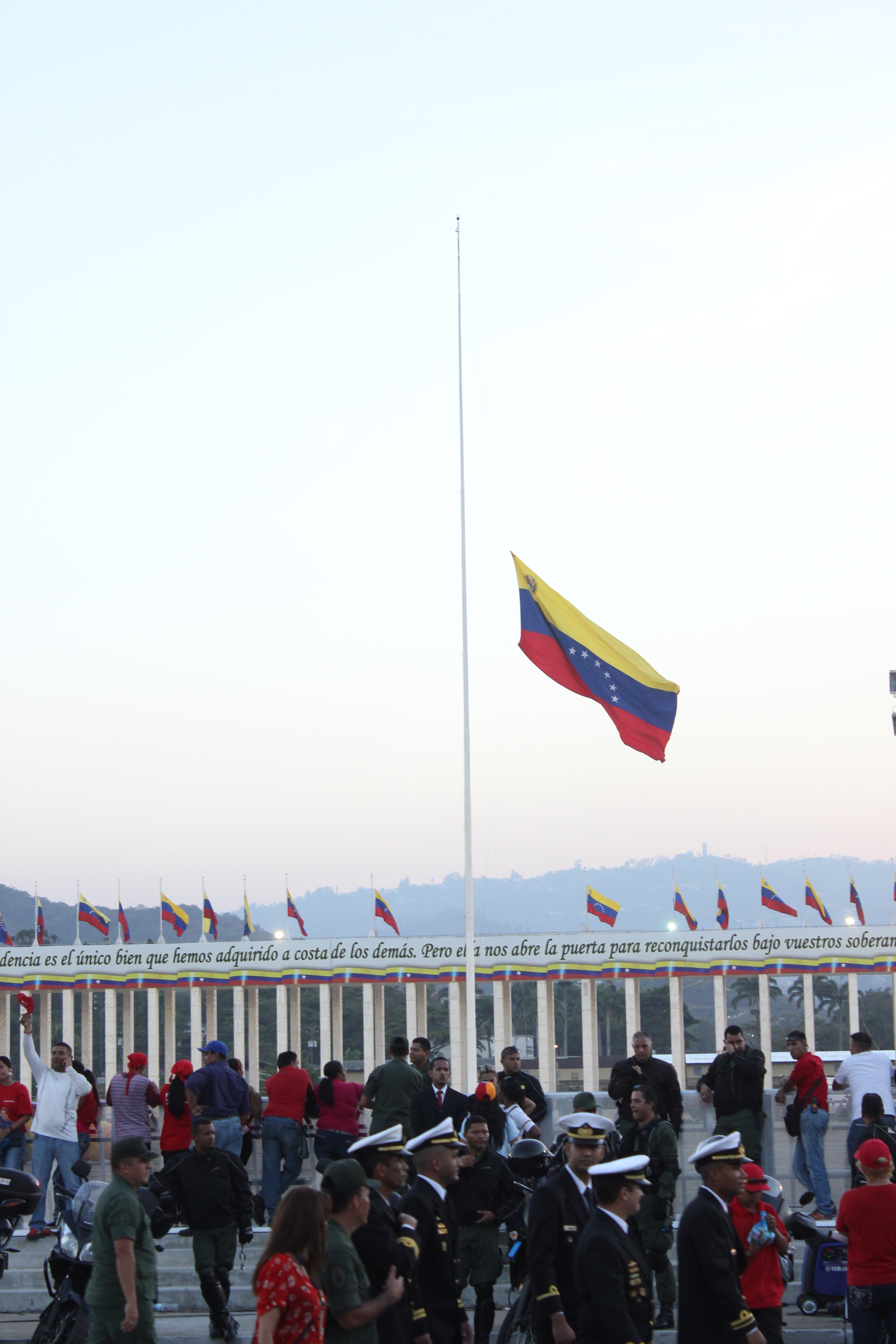
Приспущенный флаг Венесуэлы, 6 марта 2013 года

После сообщения о смерти Чавеса власти Венесуэлы объявили семидневный траур, который затем был продлён до 15 марта. Траур различной продолжительности был объявлен в 16 странах:
- Венесуэла: в общей сложности 11 дней траура.
- Боливия: семь дней траура[52]
- Никарагуа: семь дней траура[52]
- Аргентина: три дня траура[53]
- Беларусь: три дня траура, президент Александр Лукашенко распорядился приспустить государственные флаги в память об Уго Чавесе[54]
- Бразилия: три дня траура[55]
- Чили: три дня траура[56]
- Колумбия: 15 консульств в Венесуэле были закрыты на всё время траура
- Куба: два дня официального траура и ещё один день национального[53][57]
- Доминиканская Республика: три дня траура[58]
- Эквадор: три дня траура[53]
- Гаити: три дня траура[58]
- Уругвай: три дня траура[59]
- Иран: один день национального траура (9 марта)[52]
- САДР: один день национального траура
- Суринам: один день национального траура (8 марта)[60]

На следующий день после смерти Чавеса началась траурная церемония. В течение семи часов закрытый гроб с телом везли сквозь огромную толпу по улицам Каракаса от военного госпиталя до Военной академии Венесуэлы, где он сразу был выставлен для прощания, доступ к нему был открыт для всех желающих.

### Официальная церемония прощания с Чавесом
Государственная панихида состоялась только 8 марта. Она началась в военной академии в полдень по местному времени, с часовым опозданием от запланированного. На неё в столицу Венесуэлы прибыли главы 22 государств, общее число иностранных делегаций составило 55.
Открывая церемонию, Николас Мадуро возложил на гроб копию шпаги Симона Боливара.
В церемонии приняли участие:
1. Иран: Махмуд Ахмадинежад — президент Ирана. Махмуд Ахмадинежад во время церемонии поцеловал закрытый гроб Уго Чавеса[64].
2. Беларусь: президент Александр Лукашенко. Во время церемонии прощания стоял в почётном карауле вместе со своим младшим сыном Николаем Лукашенко и президентом Ирана Махмудом Ахмадинежадом. Лукашенко плакал во время исполнения национального гимна Венесуэлы[65].
3. Аргентина: президент Кристина Киршнер
4. Уругвай: президент Хосе Мухика и его супруга Лусия Тополански
5. Боливия: президент Эво Моралес
6. Куба: председатель госсовета Рауль Кастро
7. Бразилия: президент Дилма Руссефф
8. Никарагуа: президент Даниэль Ортега
9. Чили: президент Себастьян Пиньера
10. Колумбия: президент Хуан Мануэль Сантос
11. Коста-Рика: президент Лаура Чинчилья
12. Доминиканская Республика: президент Данило Медина
13. Экваториальная Гвинея: президент Теодоро Обианг Нгема Мбасого
14. Сальвадор: президент Маурисио Фунес
15. Гватемала: президент Отто Перес Молина
16. Гайана: президент Дональд Рамотар
17. Гаити: президент Мишель Мартелли
18. Гондурас: президент Порфирио Лобо
19. Мексика: президент Энрике Пенья Ньето
20. Панама: президент Рикардо Мартинелли
21. Перу: президент Ольянта Умала
22. Суринам: президент Дези Баутерсе
23. Россия: председатель Совета Федерации Валентина Матвиенко, глава делегации

- Сергей Лавров — министр иностранных дел
- Денис Мантуров — министр промышленности и торговли
- Игорь Сечин — руководитель компании «Роснефть»
- Сергей Чемезов — глава госкорпорации «Ростех»

На церемонии прощания присутствовал Джесси Джексон, американский общественный деятель и священник. Он призвал к примирению и сказал, что:

Мы живем в том же самом полушарии, мы вместе играем в футбол, торгуем вместе ресурсами, у нас — те же самые мечты. Давайте же простим друг друга и двинемся вперед.

В заключение церемонии преемник покойного Николас Мадуро выступил с почти часовой речью и, в частности, сказал:

Уго Чавес поднял знамя Симона Боливара, он научил нас заново открыть историю нашей родины, научил нас любить и прощать. И сегодня мы прощаем тех, кто клеветал на Чавеса. Он был истинным сыном Иисуса Христа, у него была кристально честная душа, он был выше несправедливости и лжи. И мы сохраним верность его идеалам.

После государственной панихиды доступ к гробу для всех желающих вновь был открыт. Траур продолжался до 12 марта, а затем был продлён до 15 марта и, таким образом, составил 11 дней. За это время к гробу подошли, по разным оценкам, от 1 млн до 3 млн человек, то есть около десятой части населения страны.

### Погребение
Власти Венесуэлы рассматривали возможность бальзамирования тела Уго Чавеса. Таким образом, президент Венесуэлы мог стать четырнадцатым по счёту крупным политиком, чьё тело могло быть сохранено для потомков. Однако после консультаций со специалистами из России и Германии от этого варианта решили отказаться: «Мнения ученых свидетельствуют, что это будет достаточно трудно сделать», поскольку «решение об этом нужно было принимать гораздо раньше», заявил Николас Мадуро. Кроме того, власти Венесуэлы не устроили условия, выдвинутые российскими специалистами. В частности, министр информации Эрнесто Вильегас заявил:

Планы по бальзамированию тела команданте Чавеса были отвергнуты после отчета российской медицинской комиссии. Российские эксперты установили, что для проведения процедуры тело необходимо было вывезти в Россию на 7-8 месяцев. На основании этого отчета было решено не проводить бальзамирования, которого желали многие наши соотечественники.

В пятницу 15 марта 2013 года гроб с телом Чавеса торжественно, под звуки национального гимна и залпы орудий, был вынесен из Военной академии. На чёрном катафалке гроб был доставлен в здание Музея Революции, где прошла ещё одна церемонии прощания, на которой присутствовали родственники покойного и руководство страны. Из иностранных лидеров присутствовал только президент Боливии Эво Моралес. По всей видимости, Музей Революции — не окончательное место погребения тела Чавеса, но что с ним делать дальше, власти пока не знают. Музей открыт для прощания по субботам, кроме мраморного саркофага с телом Чавеса в нём представлена фотоэкспозиция, иллюстрирующая жизненный путь «команданте». В музее запрещена фото- и видеосъёмка. Каждую субботу в 16:25 по местному времени (момент смерти Уго Чавеса) с территории музея производится пушечный выстрел.

## Расследование смерти Чавеса
Впервые публично высказался о так называемом «раковом заговоре» против «красных» лидеров Латинской Америки, проводящих интеграционную политику, противоречащую глобальным интересам США, сам Уго Чавес. За несколько лет онкологические заболевания были диагностированы у президента Бразилии Дилмы Русеф (а также экс-президента этой страны Лулы да Сильвы), президента Парагвая Фернандо Луго, президента Колумбии Хуана Мануэля Сантоса.
От рака кишечника в 2010 году умер 54-й президент Аргентины Нестор Киршнер. Когда же у его вдовы, экс-президента Кристины де Киршнер в декабре 2011 года обнаружили карциному щитовидной железы, Чавес, которому диагноз был поставлен тем же летом, заявил:

Очень сложно объяснить, даже с помощью теории вероятности, то, что произошло с некоторыми из нас в этом году. Это как минимум странно, очень странно. Скажите, было бы это удивительным, если бы мы узнали о том, что США разработали технологию заражения раком, которая держалась бы в секрете? Я никого не обвиняю, я просто рассуждаю о возможных причинах того, что мы все одновременно заболели раком.
— Уго Чавес
Официальный представитель Государственного департамента США Виктория Нуланд назвала слова Чавеса «ужасными» и «достойными порицания». Венесуэльский диетолог Соломон Якубович заявил, что нет никаких причин подозревать «раковый заговор» против «красных» президентов Латинской Америки. По его мнению, Лула да Силва слишком много курил, причиной болезни Фернандо Луго стали беспорядочные связи с женщинами и незащищённый секс, а Кристина де Киршнер злоупотребляла операциями по омоложению.

А Чавес должен пенять на самого себя, поскольку живёт вне гармонии с биоритмами, работает по ночам и к тому же неправильно питается, о чём свидетельствует его нездоровая полнота.
— Соломон Якубович
После смерти Чавеса тема возможного отравления либо преднамеренного радиоактивного облучения зазвучала с новой силой. 5 марта из Венесуэлы были выдворены двое американских дипломатов, обвинённых в заговоре с целью дестабилизации ситуации в стране. Власти Венесуэлы не исключили их причастность и к смерти Уго Чавеса.
9 марта президент Боливии Эво Моралес сказал: «Наши братья — Мадуро и другие власти Венесуэлы — проведут тщательное расследование, но я почти уверен, что Чавес был отравлен». Кроме того, Моралес заявил, что палестинский лидер Ясир Арафат и национальный герой Латинской Америки Симон Боливар тоже были отравлены. Предположение об отравлении Либертадора высказывал при жизни и сам Чавес, по распоряжению которого могила Боливара была вскрыта в июле 2010 года, для подтверждения подлинности останков, а также установления истинной причины смерти. Теперь же выступление Моралеса подняло настоящую бурю в Венесуэле и соседних странах.
Болезнь Уго Чавеса назвал «подозрительной» и президент Ирана Махмуд Ахмадинежад, выразивший при этом уверенность, что Чавес «вернётся так же, как и благочестивый Иисус, как совершенный человек».
13 марта Николас Мадуро объявил о начале официального расследования смерти Уго Чавеса: «Мы выясним правду. Интуиция нам подсказывает, что наш команданте Чавес был отравлен тёмными силами, которые хотели заставить его свернуть с верного пути».
Высказаться на эту тему посчитали необходимым большое число политиков, журналистов, различных аналитиков. Ветеран советской разведки Михаил Любимов рассказал, что когда-то американские спецслужбы уже пытались отравить Фиделя Кастро. «Вполне вероятно, что американцами изобретено некое оружие, используемое против неугодных лиц. Думаю, это вполне реально. А вот делают ли это американцы — это требует доказательств».
Научное сообщество разделилось в оценке возможности искусственного заражения злокачественной опухолью Чавеса и других лидеров Латинской Америки. Специалист в области молекулярной онкологии Карлос Кардона предостерегает от некомпетентных суждений в этой области со стороны клинических специалистов, а тем более журналистов, заявляя, что рассматривать можно только мнение учёных, занимающихся непосредственно молекулярной онкологией:

Несмотря на то, что многие думают иначе, технически это возможно. Может быть, он заболел сам, но привлекает внимание тот факт, что именно тогда, когда США проигрывает борьбу за контроль над Южной Америкой, за короткое время у пяти президентов, не общающихся близко, выявили рак.

Другие учёные считают версию отравления маловероятной. Так, по мнению испанского специалиста Антонио Гонсалеса Мартина, искусственно вызвать тип опухоли, который был у Чавеса, очень сложно. Учёный призывает не увлекаться теориями заговора.
15 марта глава МИД Венесуэлы Элиас Хауа в интервью телеканалу RT пообещал создание специальной комиссии для расследования обстоятельств смерти Чавеса:

Мы создадим научную комиссию, чтобы изучить этот тип рака и то, каким образом он за такое недолгое время стал причиной смерти президента Чавеса, — сказал министр. — Эта история напоминает нам о фактах, которые казались невообразимыми в те моменты, когда совершались убийства политических лидеров, и эти факты впоследствии были раскрыты и опубликованы спецслужбами ведущих держав мира, разоблачая их участие в этом. Поэтому мы не отрицаем такую вероятность.

Американские власти категорически отвергают обвинения в дестабилизации обстановки в Венесуэле и свою причастность к смерти Чавеса, называя все обвинения «абсурдными».

## Политические последствия смерти Чавеса

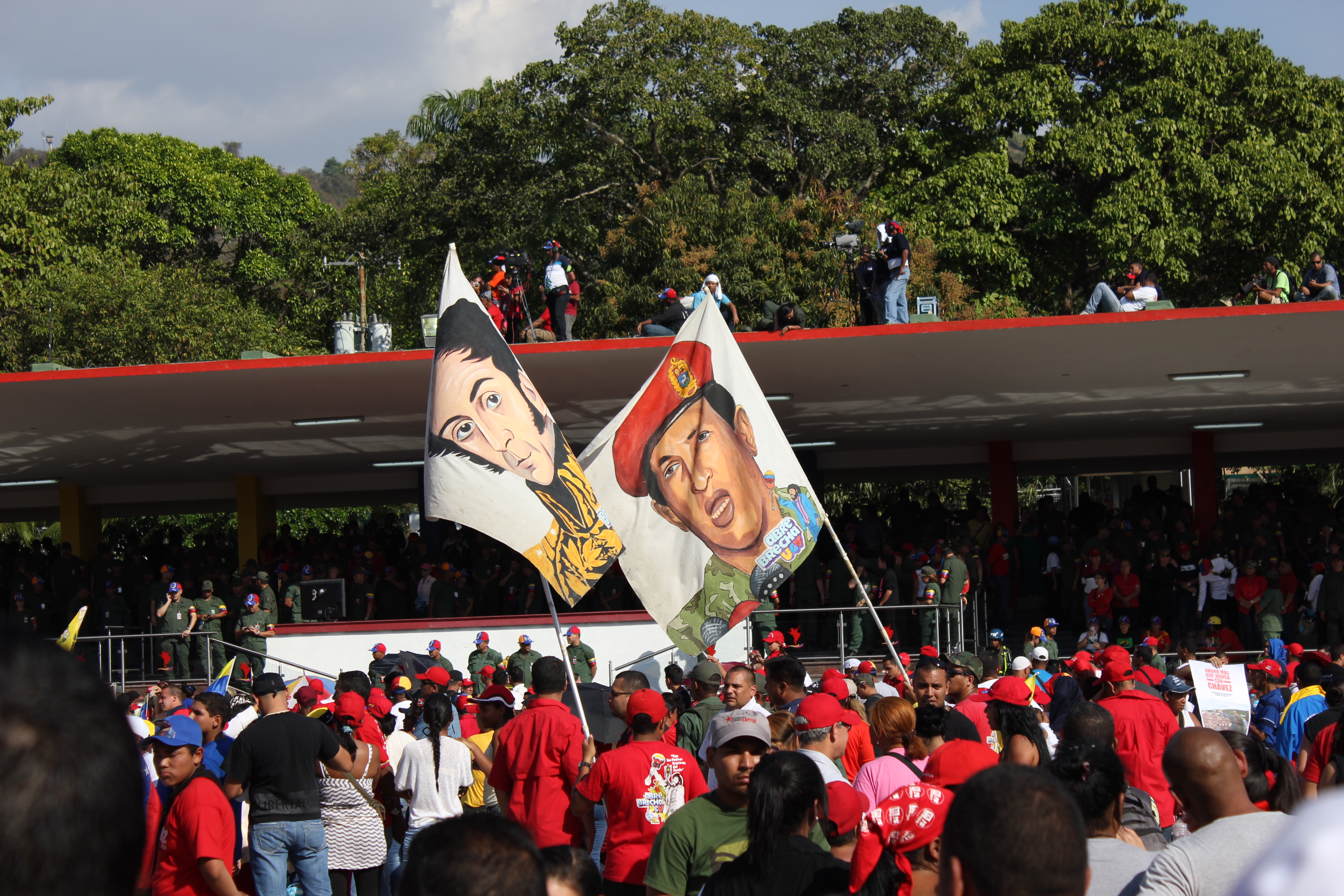
Уго Чавес и Симон Боливар в одном ряду, 6 марта 2013 года

Хотя летальный исход болезни Уго Чавеса был спрогнозирован не менее чем за год до его смерти, а за несколько месяцев уже не вызывал никаких сомнений, кончина избранного президента Венесуэлы стала сильнейшим потрясением для руководства страны и той части населения (примерно половина населения Венесуэлы), которая активно поддерживала Чавеса. Смерть Чавеса также вызвала шок у лидеров так называемого «красного пояса» Латинской Америки. Уго Чавес был самым харизматичным лидером своего поколения на континенте, в нём видели защиту и опору, его безрассудству и бесстрашию стремились подражать.
Даже такие успешные и самостоятельные личности как президент Аргентины Кристина де Киршнер и президент Бразилии Дилма Руссеф находили у Чавеса моральную, а подчас и материальную поддержку. Узнав о смерти «команданте», Киршнер отменила все встречи на неопределённый срок, а Русеф отменила визит в Аргентину. «Красные президенты» стран Южной Америки подчёркивали значимость Уго Чавеса не только как лидера народа Венесуэлы, но и как регионального лидера, для которого было важно развитие всех народов континента.
Мы страдаем (Эво Моралес)
Президент США Барак Обама обозначил период после смерти Чавеса как «новую главу истории» Венесуэлы. США получили возможность улучшить своё положение в Латинской Америке.

### Российско-венесуэльские отношения

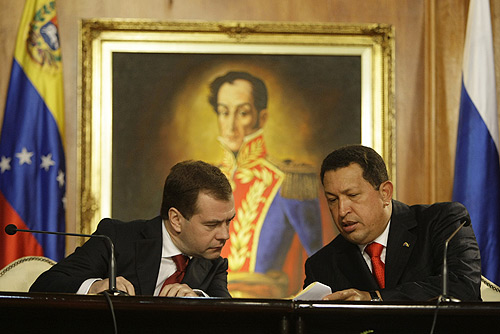
Уго Чавес с президентом России Дмитрием Медведевым в Каракасе, 2008 год

Особое место во внешней политике Венесуэлы занимали отношения с Россией, активизировавшиеся в годы президентства Уго Чавеса. Президент Чавес посещал Россию в 2001 году (дважды), затем в 2004, 2006 и 2007 годах. Двусторонние отношения приобрели характер стратегического партнёрства. Венесуэла стала третьим государством, после России и Никарагуа, признавшим независимость Абхазии и Южной Осетии после войны в Грузии. Россия поставляла Венесуэле вооружение, объёмы ежегодных поставок исчислялись миллиардами долларов. В 2005 году ОАО «Газпром» выиграло тендер и получило лицензию на проведение разведки и добычу газа на шельфе в Венесуэльском заливе. В марте 2009 года вступило в силу Соглашение об отказе от визовых формальностей при взаимных поездках граждан двух государств, подписанное в Каракасе 26 ноября 2008 года. Динамично развивалось и культурное сотрудничество. В апреле 2001 года в Каракасе был открыт Венесуэльско-Российский институт дружбы имени Франсиско де Миранды.
Перспективы сотрудничества двух стран оказались под вопросом после смерти Уго Чавеса, поскольку многие договорённости были основаны на личных симпатиях и контактах венесуэльского лидера с руководством России. Аналитики даже говорили о возможной потери Россией своих позиций и самого присутствия на южноамериканском континенте. Состав российской делегации, направленной в Каракас на церемонию прощания с Уго Чавесом, говорит о том, что важнейшей целью визита было проведение переговоров о сохранении преемственности курса двусторонних отношений по всем основным аспектам.

Мы были знакомы с Уго Чавесом с 2000 года, и за это время действительно между нами сложились прежде всего деловые, но в то же время добрые, тёплые и дружеские отношения. Безусловно, это способствовало и выстраиванию межгосударственных отношений. Уго Чавес был большим другом России… Что касается будущих отношений с Венесуэлой, это зависит, конечно, прежде всего от народа Венесуэлы и от будущего Президента, от руководства страны. Мы рассчитываем на преемственность.
— Владимир Путин
8 марта 2013 года вице-президент Венесуэлы Николас Мадуро в телефонном разговоре заверил президента России Владимира Путина в сохранении всех достигнутых ранее договорённостей и продолжении курса сотрудничества между странами, выбранного Чавесом.
Латиноамериканскому культурному центру в Санкт-Петербурге было присвоено имя Уго Чавеса.

### Назначение Николаса Мадуро
Уго Чавес умер, не успев пройти четвёртую в своей жизни процедуру инаугурации. Статья 233 Конституции Венесуэлы, гласит:

В случае смерти избранного президента республики, ещё не вступившего в должность, выборы должны пройти в ближайшие 30 дней, а до этого момента власть переходит к главе национальной ассамблеи.

Таким образом, временно исполняющим обязанности президента должен был стать Диосдадо Кабельо, старый друг Чавеса. Однако, в декабре 2012 года, отправляясь на Кубу, на очередную операцию, в эфире национального телевидения Чавес назвал своим преемником Николаса Мадуро:

Так не только говорит конституция, это соответствует моему мнению, твердому и полному, как луна, окончательному. В случае, если придётся проводить президентские выборы, голосуйте за Николаса Мадуро как за президента Боливарианской республики Венесуэла.
Оригинальный текст (исп.)Si algo ocurriera que me inhabilitara de alguna manera, Nicolás Maduro no solo en esa situación, debe concluir como manda la Constitución el periodo, sino que mi opinión firme, plena como la luna llena, irrevocable, absoluta, total, es que en ese escenario -que obligaría a convocar, como manda la Constitución de nuevo- a elecciones presidenciales, ustedes elijan a Nicolás Maduro como presidente de la República Bolivariana de Venezuela.

Таким образом, на стороне одного кандидата оказалась конституция, на стороне другого — завещание Чавеса, и оба они были из числа ближайших соратников умершего президента. Николас Мадуро заявил, что Диосдадо Кабельо сейчас не в состоянии руководить страной, поскольку несколько дней назад потерял мать. Кабельо не стал возражать. Министр иностранных дел Венесуэлы Элиас Хауа Милано официально подтвердил, что временно исполняющим обязанности президента становится вице-президент Николас Мадуро.
9 марта 2013 года Николас Мадуро принял присягу и официально вступил в освободившуюся должность. Накануне, когда стало известно о готовящейся церемонии, лидер оппозиции Энрике Каприлес заявил:

Решение Верховного суда назначить Мадуро временно исполняющим обязанности президента страны до предстоящих внеочередных выборов главы государства является конституционным мошенничеством и правонарушением. Никто не избирал его президентом .

В тот же день состоялось внеочередное заседание Национального избирательного совета, по итогам которого было принято решение о проведении внеочередных президентских выборов 14 апреля 2013 года.

### Внеочередные президентские выборы в Венесуэле
Вектор развития Венесуэлы и, во многом, всего региона, будущее «социализма XXI века» определялся на президентских выборах 14 апреля 2013 года. В их преддверии власти Венесуэлы активно использовали образ Чавеса, за что получили большую долю критики от оппозиции и международного сообщества. Собственно, Чавес, включая его бренные останки, был главным и фактически единственным политическим капиталом кандидата от власти, Николаса Мадуро, который, значительно уступая в популярности своему предшественнику, как можно полнее пытался с ним отождествиться:

Я не Чавес, если судить строго об уме, харизме, исторической силе… Я сын Чавеса, так я себя ощущаю. Причем я никогда не думал, что он возложит на меня такую ответственность.

Оппозиция обвинила власти в нарушении траура, видя за неумеренными славословиями в адрес Чавеса фальстарт президентской гонки со стороны Мадуро и его окружения. При этом в штабе Каприлеса прекрасно понимали, что выступить с открытой критикой «чавизма» и особенно личности Чавеса — означало обречь своего кандидата на поражение. Поэтому Каприлес пытался довольно мягко «вразумить» своих противников. Это единственное, что ему оставалось:

Оставьте Чавеса в покое, борьба должна идти не между мной и Чавесом, а между мной и Мадуро.

Власти же, прикрываясь авторитетом покойного президента, не стеснялись в средствах и выражениях в адрес оппозиции. Так, Николас Мадуро лично назвал оппозиционеров «наследниками Гитлера». Проправительственные издания эксплуатировали тему еврейского происхождения Каприлеса, не пренебрегая антисемитскими ярлыками вроде «сионистский агент» и «представитель интересов еврейской буржуазии».
Несмотря на огромную разницу в средствах, имеющихся в распоряжении властей и оппозиции, согласно опросам общественного мнения накануне выборов, Мадуро набирал лишь чуть более половины голосов. По этой причине власти были вынуждены постоянно поддерживать накал страстей вокруг смерти Чавеса, ни на минуту не позволяя избирателям забыть, кого он объявил своим преемником. На предвыборных плакатах кандидата от власти Уго Чавес был изображён взирающим с небес на Мадуро. В публичном выступлении Мадуро даже заявил, что дух Чавеса явился ему во сне в виде маленькой птички.
Президентские выборы состоялись 14 апреля 2013 года. Победителем был объявлен Николас Мадуро с 51 % поддержки. Энрике Каприлес, согласно официальным данным, получил 49 % голосов. Оппозиция отказалась признать своё поражение.

## Увековечивание памяти Чавеса
В 2013 году в Санкт-Петербурге Северо-Западный Латиноамериканский Культурный Центр был переименован в Латиноамериканский Культурный Центр имени Уго Рафаэля Чавеса Фриаса. Центр является некоммерческой организацией, ставящей своей целью укрепление социальных и культурных связей между Россией и странами Латинской Америки, а также поддержку суверенитета и права на независимость пути развития стран данного региона.
В конце июля 2013 года президент Венесуэлы Николас Мадуро подписал декрет о создании специального института, который займется изучением интеллектуального наследия Уго Чавеса. Директором этого учреждения назначен старший брат покойного и действующий губернатор штата Баринас Адан Чавес.
6 июня 2013 года Уго Чавес был посмертно удостоен национальной премии Венесуэлы в области журналистики. В фонде, присуждающем премию, отметили, что бывший президент был удостоен награды за то, что «вернул слово угнетенным всего мира», и за то, что вел «нескончаемую борьбу с ложью в СМИ».
Президент Венесуэлы Николас Мадуро объявил 8 декабря официальным днем любви и верности Уго Чавесу. Соответствующий указ был опубликован 4 ноября в «Gaceta Oficial», официальном печатном органе правительства Венесуэлы. Официальное название — «День верности и любви к Верховному главнокомандующему Уго Чавесу и к Родине». Выбор даты обусловлен тем, что 8 декабря 2012 года Чавес последний раз перед смертью выступил с обращением к народу Венесуэлы.
6 ноября 2013 года в Боливии был открыт трёхметровый памятник Уго Чавесу. Монумент установлен в городе Риберальта на севере страны и должен напоминать о финансовой помощи, которую Чавес некогда оказал этому региону. Памятник представляет собой статую Чавеса в полный рост в военной форме. Его правая рука прижата к груди, а левая вытянута вперёд. На церемонии открытии присутствовал лично президент страны Эво Моралес, а также высокопоставленные представители вооружённых сил, поскольку установка памятника совпала с празднованием годовщины создания военно-морского флота Боливии. Во время массовых беспорядков 2019 года памятник был разрушен вандалами.
Улица Уго Чавеса появилась в палестинском городе Эль-Бира.
Именем Чавеса была названа улица в Хорошевском районе САО Москвы. Имя Чавеса было присвоено проектируемому проезду 5509, который идёт от Ленинградского проспекта вдоль улицы Авиаконструктора Сухого.
8 декабря 2013 года в Посольстве Боливарианской Республики Венесуэла в Москве прошло торжественное мероприятие в честь Дня Любви и Преданности Верховному Команданте Уго Чавесу и Отечеству. В мероприятии, которое прошло под девизом «Чавес жив! Да здравствует Отечество!» приняли участие Чрезвычайный и Полномочный Посол Боливарианской Республики Венесуэла в Российской Федерации Хуан Висенте Паредес Торреалба, дипломатический корпус, представители ассоциаций и студенчества латиноамериканских стран, общественные организации и движения России, комсомольцы Москвы, а также творческие, музыкальные коллективы.
В начале января 2014 года в честь Уго Чавеса был назван один из парков Минска, столицы Беларуси. Решение принял Минский городской Совет депутатов. Парк расположен на западной окраине города. Чавес посещал Беларусь пять раз — в 2006, 2007, 2008, 2009 и 2010 годах, с президентом страны Александром Лукашенко из связывала длительная дружба. В настоящее время Беларусь и Венесуэла осуществляют порядка 85 совместных проектов в области строительства жилья, совместной нефтедобычи, газификации, энергетики, сельского хозяйства, промышленности, научной сфере и др.
17 января 2014 года британский архитектор, лауреат Притцкеровской премии сэр Ричард Роджерс посетил столицу Венесуэлы и объявил о создании в Каракасе парка имени Уго Чавеса. Знаменитый архитектор, после осмотра площадки под будущее строительство, получая на специальной церемонии символические ключи от Каракаса, заявил, что всю жизнь был преданным социалистом, добавив, что рассматривает архитектуру как одно из проявлений политики. Парк имени Уго Чавеса планируется построить в районе Ла Риконада в Каракасе. Парк, на территории которого разместится спортивный комплекс, исследовательский центр и центр искусств, займет площадь в 840 гектаров. Подготовительные работы в будущем парке имени Чавеса начались в сентябре 2013 года.
30 января 2014 года Рауль Кастро и Николас Мадуро открыли в Гаване музей, посвящённый Уго Чавесу. Новый выставочный комплекс расположен на территории испанской колониальной крепости Сан-Карлос-де-Ла-Кабанья (Fortaleza de San Carlos), на территории комплекса Морро-Кабанья в восточной части города. На церемонии открытия Николас Мадуро сказал, что «Чавес был великим воином идей света, который воссоединил дороги, потерянные 200 лет назад, и который объяснил нам, что история — это не только свидетельство прошлого, что это живой, непрерывный процесс». В музее можно увидеть личные предметы, в том числе военную форму и обувь Уго Чавеса.
5 марта 2014 в Каракасе прошёл ряд торжественных мероприятий в память об Уго Чавесе — от запуска в небо воздушных шаров тысячью детей до грандиозного военного марша, с участием президентов Кубы и Боливии Рауля Кастро и Эво Моралеса. В центре Каракаса был проведён военный парад с участием нескольких тысяч человек. Президент Венесуэлы Николас Мадуро проехал на лимузине со своей супругой Силией Флорес под звуки гимна, который распевали пришедшие на парад венесуэльцы. Затем, Мадуро выступил с торжественной речью в честь бывшего президента. Рауль Кастро возложил белую розу на мраморный саркофаг с телом Уго Чавеса в здании Музея революции.Также в рамках десятидневных мероприятий по всей Венесуэле проходили многочисленные демонстрации. К портретам Чавеса, установленным в большинстве городов страны, его сторонники приносят цветы. Многие не скрывают своих слез.

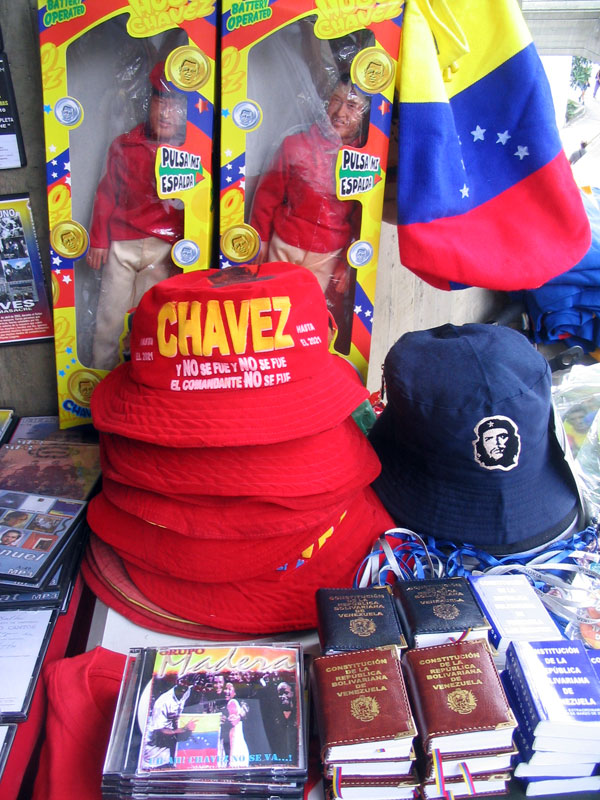
Сувенирная лавка в Венесуэле, 2006 год

## Смерть Уго Чавеса в массовой культуре
После смерти Уго Чавеса в Венесуэле резко подскочил спрос на товары с его образом. Портрет Чавеса легко обнаружить на майках, шортах, бейсболках, кружках и даже серьгах. Продажи сувениров, в частности, игрушечных фигурок Чавеса, после его смерти выросли в 5-6 раз. Подобная продукция, по свидетельствам торговцев из Каракаса, раскупается за несколько часов. Спрос на татуировки с портретом Чавеса в берете вырос в 4 раза, при том, что нанесение такого рисунка стоит 600 боливаров (100 долларов США по официальному курсу, 27 долларов — по курсу чёрного рынка).
Эксперты предполагают, что образ Уго Чавеса на территории Латинской Америки может потеснить Эрнесто Че Гевару в качестве культового символа революции и одного из главных инструментов маркетинга в регионе.
Вскоре после смерти Чавеса и незадолго перед внеочередными президентскими выборами, в Венесуэле был снят и выложен на YouTube минутный мультипликационный ролик «Hasta Siempre Comandante Chàvez», о том, как Уго Чавес попадает в рай. Там его, кроме собственной бабушки, встречают: кубинский революционер Эрнесто Че Гевара, президент Чили Сальвадор Альенде, аргентинская первая леди Эва Перон, лидер никарагуанской революции Аугусто Сандино, национальный герой Латинской Америки Симон Боливар и другие исторические персонажи.